# 2023년 오스트레일리아 그랑프리
2023 오스트레일리아 그랑프리(공식 명칭: 포뮬러 1 롤렉스 오스트레일리아 그랑프리 2023)는 호주 멜버른에 위치한 앨버트 파크 서킷에서 열린 포뮬러 원 대회로 오스트레일리아 그랑프리의 86번째 대회이다. 이번 그랑프리는 2023년 포뮬러 원 시즌의 3번째 라운드로 3월 31일부터 4월 2일까지 열렸다.

## 퀄리파잉
퀄리파잉은 2023년 4월 1일 16:00(UTC+11)에 열렸다.

### 요약
Q1에서 세르히오 페레즈는 자갈에 빠지며 레드 플래그가 발동되었다. 퀄리파잉 시작 몇 분만에 일어나면서 페레즈는 대표 시간도 기록하지 못했고 저우관위, 오스카 피아스트리, 로건 사전트, 발테리 보타스와 함께 Q1에서 탈락했다.
Q2에서는 랜도 노리스가 자갈에 빠졌고, 에스테반 오콘, 츠노다 유키, 케빈 마그누센, 닉 데브리스가 탈락했다. 한편 니코 휠켄베르크는 Q2에서 5위까지 올랐으나 Q3에서는 기록이 가장 뒤쳐지며 10위로 퀄리파잉을 마쳤다. 막스 페르스타펀은 Q3에서 사소한 차량 역학적 문제를 보고 했으나 모든 세션에서 1위를 기록하면서 폴 포지션을 차지하였다. 메르세데스의 조지 러셀과 루이스 해밀턴은 나란히 2위와 3위를 기록했다.

### 순위표
| 순위                | 번호 | 드라이버          | 컨스트럭터              | 퀄리파잉 시간 | 퀄리파잉 시간 | 퀄리파잉 시간 | 그리드 순서 |
| 순위                | 번호 | 드라이버          | 컨스트럭터              | Q1            | Q2            | Q3            | 그리드 순서 |
| ------------------- | ---- | ----------------- | ----------------------- | ------------- | ------------- | ------------- | ----------- |
| 1                   | 1    | 막스 페르스타펀   | 레드불 레이싱-혼다 RBPT | 1:17.384      | 1:17.056      | 1:16.732      | 1           |
| 2                   | 63   | 조지 러셀         | 메르세데스              | 1:17.654      | 1:17.513      | 1:16.968      | 2           |
| 3                   | 44   | 루이스 해밀턴     | 메르세데스              | 1:17.689      | 1:17.551      | 1:17.104      | 3           |
| 4                   | 14   | 페르난도 알론소   | 애스턴 마틴-메르세데스  | 1:17.832      | 1:17.283      | 1:17.139      | 4           |
| 5                   | 55   | 카를로스 사인츠   | 페라리                  | 1:17.928      | 1:17.349      | 1:17.270      | 5           |
| 6                   | 18   | 랜스 스트롤       | 애스턴 마틴-메르세데스  | 1:17.873      | 1:17.616      | 1:17.308      | 6           |
| 7                   | 16   | 샤를 르클레르     | 페라리                  | 1:18.218      | 1:17.390      | 1:17.369      | 7           |
| 8                   | 23   | 알렉산더 알본     | 윌리엄스-메르세데스     | 1:17.962      | 1:17.761      | 1:17.609      | 8           |
| 9                   | 10   | 피에르 가슬리     | 알핀-르노               | 1:18.312      | 1:17.574      | 1:17.675      | 9           |
| 10                  | 27   | 니코 휠켄베르크   | 하스-페라리             | 1:18.029      | 1:17.412      | 1:17.735      | 10          |
| 11                  | 31   | 에스테반 오콘     | 알핀-르노               | 1:17.770      | 1:17.768      | N/A           | 11          |
| 12                  | 22   | 츠노다 유키       | 알파타우리-혼다 RBPT    | 1:18.471      | 1:18.099      | N/A           | 12          |
| 13                  | 4    | 랜도 노리스       | 맥라렌-메르세데스       | 1:18.243      | 1:18.119      | N/A           | 13          |
| 14                  | 20   | 케빈 마그누센     | 하스-페라리             | 1:18.159      | 1:18.129      | N/A           | 14          |
| 15                  | 21   | 닉 데브리스       | 알파타우리-혼다 RBPT    | 1:18.450      | 1:18.335      | N/A           | 15          |
| 16                  | 81   | 오스카 피아스트리 | 맥라렌-메르세데스       | 1:18.517      | N/A           | N/A           | 16          |
| 17                  | 24   | 저우관위          | 알파 로메오-페라리      | 1:18.540      | N/A           | N/A           | 17          |
| 18                  | 2    | 로건 사전트       | 윌리엄스-메르세데스     | 1:18.557      | N/A           | N/A           | 18          |
| 19                  | 77   | 발테리 보타스     | 알파 로메오-페라리      | 1:18.714      | N/A           | N/A           | 피트1       |
| 107% 시간: 1:22.800 |      |                   |                         |               |               |               |             |
| —                   | 11   | 세르히오 페레즈   | 레드불 레이싱-혼다 RBPT | 시간 없음     | N/A           | N/A           | 피트2       |
| 출처:               |      |                   |                         |               |               |               |             |

참고
- ^1  – 발테리 보타스는 19위를 기록했지만 머신이 파크 퍼미(머신에 대한 무단 접근과 검차 후 무단 개조 등을 막기 위해 경주 전까지 참가 머신을 모아놓는 보안 구역)에 있는 동안 서스펜션의 설정이 변경되면서 피트 레인에서 경주를 시작해야 했다.[1]
- ^2  – 세르히오 페레즈는 Q1에서 기록을 세우지 못했으나 경주 감독관의 재량으로 레이스에 참가 할 수 있었다. 그리고 머신이 파크 퍼미에 있는 동안 새로운 동력 장치 요소와 서스펜션의 설정이 변경됨에 따라 피트 레인에서 경주를 시작해야 했다.[1]

## 레이스
레이스는 2023년 4월 2일 15:00(UTC+10)에 열렸다.

### 순위표
| 순위                                                                        | No. | 드라이버          | 컨스트럭터              | 랩 | 시간/리타이어 | 그리드 | 점수 |
| --------------------------------------------------------------------------- | --- | ----------------- | ----------------------- | -- | ------------- | ------ | ---- |
| 1                                                                           | 1   | 막스 페르스타펀   | 레드불 레이싱-혼다 RBPT | 58 | 2:32:38.371   | 1      | 25   |
| 2                                                                           | 44  | 루이스 해밀턴     | 메르세데스              | 58 | +0.179        | 3      | 18   |
| 3                                                                           | 14  | 페르난도 알론소   | 애스턴 마틴-메르세데스  | 58 | +0.769        | 4      | 15   |
| 4                                                                           | 18  | 랜스 스트롤       | 애스턴 마틴-메르세데스  | 58 | +3.082        | 6      | 12   |
| 5                                                                           | 11  | 세르히오 페레즈   | 레드불 레이싱-혼다 RBPT | 58 | +3.320        | 피트   | 111  |
| 6                                                                           | 4   | 랜도 노리스       | 맥라렌-메르세데스       | 58 | +3.701        | 13     | 8    |
| 7                                                                           | 27  | 니코 휠켄베르크   | 하스-페라리             | 58 | +4.939        | 10     | 6    |
| 8                                                                           | 81  | 오스카 피아스트리 | 맥라렌-메르세데스       | 58 | +5.382        | 16     | 4    |
| 9                                                                           | 24  | 저우관위          | 알파 로메오-페라리      | 58 | +5.713        | 17     | 2    |
| 10                                                                          | 22  | 츠노다 유키       | 알파타우리-혼다 RBPT    | 58 | +6.052        | 12     | 1    |
| 11                                                                          | 77  | 발테리 보타스     | 알파 로메오-페라리      | 58 | +6.513        | 피트   |      |
| 12                                                                          | 55  | 카를로스 사인츠   | 페라리                  | 58 | +6.5942       | 5      |      |
| 133                                                                         | 10  | 피에르 가슬리     | 알핀-르노               | 56 | 충돌          | 9      |      |
| 143                                                                         | 31  | 에스테반 오콘     | 알핀-르노               | 56 | 충돌          | 11     |      |
| 153                                                                         | 21  | 닉 데브리스       | 알파타우리-혼다 RBPT    | 56 | 충돌          | 15     |      |
| 163                                                                         | 2   | 로건 사전트       | 윌리엄스-메르세데스     | 56 | 충돌          | 18     |      |
| 173                                                                         | 20  | 케빈 마그누센     | 하스-페라리             | 52 | 사고          | 14     |      |
| 리타이어                                                                    | 63  | 조지 러셀         | 메르세데스              | 17 | 엔진          | 2      |      |
| 리타이어                                                                    | 23  | 알렉산더 알본     | 윌리엄스-메르세데스     | 6  | 사고          | 8      |      |
| 리타이어                                                                    | 16  | 샤를 르클레르     | 페라리                  | 0  | 충돌          | 7      |      |
| 패스티스트 랩: 세르히오 페레즈 (레드불 레이싱-혼다 RBPT) – 1:20.235 (53 랩) |     |                   |                         |    |               |        |      |
| Source:                                                                     |     |                   |                         |    |               |        |      |

참고
- ^1  – 패스티스트 랩을 기록해 추가로 받은 1점을 포함한다.[4]
- ^2  – 카를로스 사인츠는 4위로 들어왔지만 페르난도 알론소와의 충돌로 5초 페널티를 받았다.[3]
- ^3  – 피에르 가슬리, 에스테반 오콘, 닉 데브리스, 로건 사전트와 케빈 마그누센은 총 경주 거리의 90% 이상을 기록해 완주로 분류되었다.[3]

## 경주 후 챔피언십 순위
|       | 순위 | 드라이버        | 포인트 |
| ----- | ---- | --------------- | ------ |
|       | 1    | 막스 페르스타펀 | 69     |
|       | 2    | 세르히오 페레즈 | 54     |
|       | 3    | 페르난도 알론소 | 45     |
| 1     | 4    | 루이스 해밀턴   | 38     |
| 1     | 5    | 카를로스 사인츠 | 20     |
| 출처: |      |                 |        |

|       | 순위 | 컨스트럭터              | 포인트 |
| ----- | ---- | ----------------------- | ------ |
|       | 1    | 레드불 레이싱-혼다 RBPT | 123    |
|       | 2    | 애스턴 마틴-메르세데스  | 65     |
|       | 3    | 메르세데스              | 56     |
|       | 4    | 페라리                  | 26     |
| 1     | 5    | 맥라렌-메르세데스       | 12     |
| 출처: |      |                         |        |

- 참고: 모든 순위표의 성적은 상위 5개의 순위만 포함한다.